# 菜月ひとみ
菜月 ひとみ（なつき ひとみ、1964年8月11日 - ）は、日本の女優。東京都出身。

## 経歴
- 1983年 都立町田高等学校卒業[1]。
- 1985年 私立東京文化短期大学（現・新渡戸学園）食物栄養科卒業[1]。
- 1977年 劇団ひまわり入団[1]。
- 1986年 劇団ひまわり退団[1]。
- 1986年 東宝現代劇養成所入所[1]。
- 1987年 東宝現代劇養成所卒業[1]。

## 出演

### テレビ番組
- NHK-BS時代劇「薄桜記」[1]
- NHK金曜時代劇「柳生十兵衛七番勝負」[1]
- NHKドラマ新銀河「これでいいのだ」[1]
- フジテレビ金曜ドラマシアター「横溝正史シリーズ・本陣殺人事件名探偵が挑む怪奇密室殺人の謎!?」[1]
- フジテレビ金曜エンタテイメント「壁ぎわ税務官」[1]
- TBS月曜ドラマランド「警視庁特別広域捜査官宮之原警部シリーズ丹後浦島伝説殺人事件」[1]
- フジテレビ「君のためにできること」[1]
- テレビ朝日「俺はあばれはっちゃく」[1]
- TBS「薔薇海峡」[1]
- フジテレビ「とんねるずのみなさんのおかげです」[1]
- BSフジテレビ クイズ！脳ベルSHOW

### CM
- 「日本香堂」[1]
- 「メンソレータム」[1]
- 「イナバ物置」[1]
- 「クレアラシル」（アフレコ）[1]
- 「キットカット」（ラジオCM）[1]
- 「Joint Taboo」（ラジオCM）[1]

### 舞台
- 『Three Kingdoms～最終章～』主演：和泉元彌、曹真の妻役

- 京都の世界遺産・下鴨神社（https://www.shimogamo-jinja.or.jp/）にて舞を奉納

- 「枇杷の家」4人芝居[2]
- 「明日の大地」5656会館[1]
- 中村美律子公演「ちんドン」、藤あや子公演「滝の白糸」、美川憲一公演「おだまり劇場」、コロッケ公演「幸せ地獄」中日劇場[1]
- 「水戸黄門」、「佐賀のがばいばあちゃん」博多座・新歌舞伎座[1]
- 「大川わたり」、「恋高らか太鼓」、「与太郎どっきり八景」明治座[1]
- 「滝の白糸」、「唐人お吉」、「津和野の女」、「オリバー」帝国劇場[1]
- 「エニシングコース」、「チャタレー婦人の恋人」日生劇場[1]
- 「うさぎ一座物語」、「好きになった人」松竹座[1]
- 「あかね空」新歌舞伎座[1]
- 他多数

## 人物
- 趣味はジャズダンス、ヒーリング音楽鑑賞、般若心経　読経、小唄（初級）[1]。
- 特技は日本舞踊（藤間瞳龍）[1]。
- 所持資格は日本伝統文化指導者資格、栄養士免許[1]。